# 斯維薩河
斯維薩河（烏克蘭語：Свіса），是烏克蘭東北部的河流，屬於伊沃特卡河的左支流。該河發源自克尼亞日奇以東，流經蘇梅州的紹斯特卡區，河道全長34公里。